# 野村祐希 (AV女優)
野村 祐希（のむら ゆうき、1979年7月9日 - ）は、日本の元AV女優。
出身地は東京都。血液型はB型。身長は156cm。スリーサイズはB83/W59/H87。

## 略歴
1999年、『美熱でチュッ！（宇宙企画）』にてAVデビュー。。
引退から数年経った現在でも、多くのオムニバス作品に出演作が収録されている。
2005年、「美熱でチュッ！」「悪戯リセエンヌ」の2作品を集めた「宇宙企画Memorial　野村祐希」が発売された。

## 作品

### アダルトビデオ
単体作品
- 美熱でチュッ！（1999年、VHS　宇宙企画）
- 悪戯リセエンヌ（1999年、VHS　宇宙企画）
- 小悪魔（1999年、VHS　サマンサ）
- 溜息つかせて（1999年、VHS　サマンサ）
- LOVE IS CATCH（1999年、VHS　シェール）
- 宇宙企画Memorial　野村祐希（2005年、DVD　宇宙企画）※総集編

オムニバス作品（全作品総集編）
- 宇宙企画99DX（女優編）（2000年、VHS　宇宙企画）
- マウスペット20twenty　（2000年、VHS　宇宙企画）
- シェールプレミアムセレクション 5（2000年、DVD、シェール）
- 宇宙企画COMBO!4時間 うるるん女子校生編（2005年、DVD、宇宙企画）

### オリジナルビデオ
- 痴女教室（2000年、ミュージアム、監督：藤原健一）

### 写真集
- 「ORIENTAL」（2005年2月25日、撮影：小池伸一郎、LEVEL4.inc）